# 东回镇 (平定县)
东回镇，是中华人民共和国山西省阳泉市平定县下辖的一个乡镇级行政单位。

## 行政区划
东回镇下辖以下地区：
东回村、曹青岩村、前石窑村、孟家掌村、石窑掌村、后石窑村、朱峪村、西川村、白家地掌村、西回村、瓦岭村、新庄村、岔河村、木槽村、前小川村、中小川村、后小川村、梨峪村、马山村、祁家峪村、东西沟村、狼白村、里洪水村、前洪水村、沙果青村、营庄村、南山村、改道庙村、小边地村、七亘村、床泉村、大东岔村、小东岔村、前黄安村、里黄安村、麻地峪村、陡岭村、南峪村、青杨树村、娘娘庙村、谷洞村和香梨掌村。

## 中国传统村落
2013年8月，瓦岭村获批第二批中国传统村落。